# 华龙街道 (兰州市)
华龙街道，是中华人民共和国甘肃省兰州市红古区下辖的一个街道办事处。
2013年，兰州市人民政府批复同意设立华龙街道办事处，在海石湾镇的复兴、华龙2个社区居民委员会和下海石村委会以及海石村兰青铁路线以北的区域划归华龙街道办事处管辖。

## 行政区划
华龙街道下辖以下地区：
复兴社区、华龙社区和下海石村。